# Luca Valerio
Luca Valerio (Nápoles, 1553 – 1618) foi um matemático italiano. Desenvolveu maneiras de encontrar volumes e centros de gravidade de corpos sólidos usando o método de Arquimedes. Manteve correspondência com Galileu Galilei e foi membro da Accademia dei Lincei.

## Biografia
Luca Valerio nasceu em Nápoles em 1553. Entrou na ordem jesuita em 1570. Estudou filosofia e teologia no Colégio Romano, onde foi aluno de Cristóvão Clávio, e abandonou os jesuítas em 1580. Lecionou depois retórica e grego no Colégio Romano e matemática e ética na Universidade de Roma "La Sapienza". Em 1611 Valerio obteve um cargo na Biblioteca Apostólica Vaticana paralelamente a seu cargo na Sapienza, o que o colocou em estreito contato com os mandatários da Igreja Católica.

### Galileu e Copérnico
Valerio encontrou Galileu em uma visita a Pisa em 1584. Manteve correspondência com Galileu de 1609 a 1616 e em 1612 tornou-se membro da Accademia dei Lincei, do qual Galileu era também membro. Em 5 de março de 1616 o cardeal Roberto Belarmino, teólogo chefe da Igreja Católica, emitiu um decreto de que a ideia de um Sistema Solar com o Sol no centro, o sistema copernicano, uma teoria suportada por Galileu, era falsa e errônea. A perspectiva de ser convocada ante a Inquisição levou Valerio a encerrar toda a correspondência com Galileu e a renunciar à Accademia dei Lincei. Os membros da Academia consideravam as ações de Valerio alinhadas com os oponentes de Galileu e acusando a própria Academia de cometer um crime. Sua renúncia foi rejeitada pela Academia, mas eles retiraram seu direito de participar das reuniões da Academia. Federico Cesi, o fundador da Accademia dei Lincei, ainda esperava que Valerio pudesse reentrar nas fileiras dos acadêmicos, mas o matemático morreu em janeiro de 1618.

## Obras

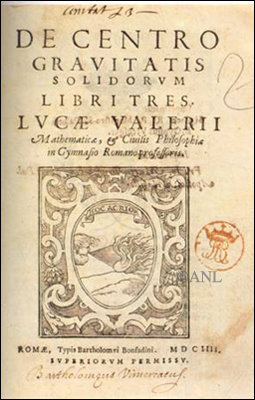
De centro gravitatis.

- Subtilium indagationum liber primus seu quadratura circuli et aliorum curvilineorum, 1582 (em latim)
- De centro gravitatis solidorum libri tres, Rome 1604—Includes applying general methods to find volumes and centers of gravity of solid bodies. (em latim)
  - On line:  the 1661 edition
- Quadratura parabolae per simplex falsum, Rome 1606 (em latim)